# 应征入伍
《应征入伍》（中国大陆又译作，中国大陆官方译为）是Darkflow Software开发，Gaijin娛樂发行的免費大型多人線上第一人稱射擊和模擬戰爭遊戲。游戏背景为第二次世界大战，步兵、地面车辆和飞机在相同的二战主题地图上进行战斗。玩家可以控制3-9名各阶层的士兵，也可以控制坦克人员或飞机驾驶员。玩家可以在直接控制其中一名士兵的同时，向同個小队由电脑控制的士兵下达命令。目前收錄战役有莫斯科保卫战、突出部戰役、诺曼底登陆、柏林戰役、突尼西亞戰役、斯大林格勒战役、緬日戰役和太平洋戰場。

## 单位
- 步枪兵：主武器是栓動步槍或半自动步枪。
- 迫击炮兵：拥有迫击炮，彈藥區分為榴彈、煙霧彈。
- 狙击手：主武器是狙击步枪。
- 突击兵：主武器是冲锋枪或霰弹枪。
- 工兵：拥有特殊技能：建造，能建造的物品有：沙袋、防空炮、反坦克炮、铁丝网、反坦克拒马、前線集結點、彈藥箱、機槍掩體。
- 機槍小隊所屬工兵可額外建造大口徑機槍（2022.12.14更新）
- 机枪兵：主武器为机枪。
- 无线电操纵员：能够呼叫火炮攻击，對指定座標的室外區域進行轟炸。對步兵殺傷力極高，能摧毀坦克或對其造成傷害。炮火種類區分為榴彈、煙霧彈、空襲。
- 喷火兵：拥有火焰喷射器。
- 飞行员：能夠操作空中載具，分為戰鬥機及轟炸機，對陸地的一切擁有極高且廣泛的壓制力。
- 坦克兵：能夠操作陸地載具，對步兵及載具都擁有很高的火力及壓制力，可摧毀部分地圖物件。
- 裝甲兵：擁有反坦克砲/榴彈砲，砲擊具有一定的穿透性，能對坦克造成部位性破壞，若擊中核心區塊能引爆坦克。對步兵射擊能貫穿多個單位，也能破壞部分輕型物件。
- 醫護兵：可提供治療，並能設立醫藥補給箱。
- 泰坦（活動測試）：泰坦設有坦克砲及範圍火焰噴射器，並根據國家擁有額外武器(火箭彈/機槍/前方火焰噴射器)，可跨越部分凸起地形。活動期間內根據當局戰役取得的分數來獲得操作權。
- 傘兵：可指定座標並從空中抵達戰場，且能從空投中獲得一次強化小隊的權利，可選擇的強化種類：機槍組/爆破組/迫擊砲組(含一把工程錘)/狙擊組(含一台無線電)，一經過強化後不得再做更改。
- 游擊兵：由民兵構成，可持有步槍、手槍、衝鋒槍等武器，並且具有能在敵我雙方可行動的範圍自由來回，並趁機摧毀敵方重生點，升級後擁有額外炸藥包欄位，可擊毀敵方載具

## 发行歷程
- 2016年12月12日，宣布新作，是以小隊為基礎的大型多人線上射擊遊戲。[9][1]
- 2018年E3电子娱乐展上，微软确认该游戏将登录Xbox平台，并成为当年Xbox Game Preview的一部分。
- 2021年4月8日，释出Windows公开测试版本。[2]
- 2021年10月，微软宣布《應徵入伍》将成为Xbox Series X/S发布阵容的一部分。
  - 2022年9月21日，新增太平洋戰場、日軍、回放功能以及數種新武器。[10][11]
- 2023年12月4日，不同战役之间相同的参战方合并。
- 2024年7月17日，登入Steam平台開放免費遊玩

## 參见
- 战争雷霆
- 射擊遊戲
  - 第一人稱射擊遊戲